# Ensin novedá
Ensin novedá es el octavo trabajo discográfico, séptimo álbum de estudio, del grupo de rock asturiano Dixebra. Fue grabado durante los primeros meses de 2005 en los Estudios TUTU de Corvera y editado por la discográfica del grupo, L'Aguañaz en junio del mismo año.
Después de tres discos trabajando con el reputado productor vasco Kaki Arkarazo, en Ensin novedá Dixebra deja las cosas en casa y se encarga de la producción el técnico de sonido del grupo, Sergio Rodríguez.
El cambio de productor y la evolución de la banda dejan patentes en este álbum cambios más radicales en el sonido de la banda que en cualquiera de los anteriores. Las guitarras suenan más agresivas y aumentan su presencia, como también hace la sección de viento-metal, en detrimento de la gaita electrónica. Ésta, por su parte, adquiere nuevas sonoridades. También se incluyen varias bases y arreglos electrónicos.
En general, el sonido del disco es más roquero y potente que el del anterior trabajo. Los propios miembros del grupo reconocen que, en esta ocasión, se dejaron influenciar fuertemente por la obra de Red Hot Chili Peppers y Rage Against the Machine, realizando principalmente una mezcla de rap-metal y ska-reggae , pero manteniendo las fuertes señas de identidad del grupo.
Destaca también la introducción de curiosos samples entre canciones, consistentes en grabaciones de voz de personajes dispares como el subcomandante Marcos, Santiago Carrillo, Lorenzo Novo Mier o Xurxo Souto, siguiendo una línea ya iniciada en el anterior álbum, el recopilatorio Cróniques d'un pueblu.
Las letras, por su parte, van en su mayoría en la línea más crítica y comprometida del grupo, después de que el nivel disminuyera ligeramente en su anterior trabajo de estudio. Además, la temática se extiende cada vez más a una visión internacional, aunque sin olvidar el punto de vista y la realidad de Asturias. Contribuyen en este apartado los escritores asturianos Xandru Fernández y Quique Faes.
El tema seleccionado como sencillo promocional del álbum fue El manteru, del cual se realizó un videoclip dirigido por el luarqués Guillermo Rodríguez.
Durante la grabación del álbum, la formación de Dixebra fue: Xune (voz), Primi (guitarra), Javi (bajo), Isra (batería), Fernando (gaita), Agus (trompeta), Eladio (saxofón) y Sergio (producción, programaciones y samples).
Colaboraron con ellos los músicos Alberto Castelló al trombón, Germán Álvarez a la bombarda y flauta, Sonia Díaz a los coros, Mario Fueyo (Dark la eMe) a los scratches y Daniel Jiménez a la guitarra.
La grabación fue dura y tensa, habiendo momentos en los que, según declaraciones de los miembros del grupo, llegaron a preguntarse si llegaría a finalizar con éxito.
Este disco supuso también la despedida del batería Isra Sánchez, que abandonó el grupo para irse de gira con El sSueño de Morfeo, siendo reemplazado tras la grabación por Jorge Cambareli.

## Lista de canciones
1. El vieyu combatiente
2. La caballería
3. Fraternal
4. Mesmu cantar
5. El manteru
6. Día del ciclón
7. Lleenda urbana
8. Somos
9. Ensin novedá
10. Rompi'l ritmu
11. Salta
12. Nun quiero
13. Pal Caribe